# 이봉창 의사 친필 편지, 봉투 및 의거자금 송금증서
이봉창 의사 친필 편지, 봉투 및 의거자금 송금증서는 서울특별시 용산구 국립중앙박물관에 있는, 이봉창 의사가 김구 선생에게 의거자금을 요청하는 편지와 이에 대한 회신으로 김구 선생이 의거자금을 송금한 증서이다. 2019년 4월 8일 대한민국의 국가등록문화재 제745호-2로 지정되었다.

## 개요
『이봉창 의사 친필 편지, 봉투 및 의거자금 송금증서』는 이봉창 의사가 김구 선생에게 의거자금을 요청하는 편지와 이에 대한 회신으로 김구 선생이 의거자금을 송금한 증서이다. ‘이봉창 의사 친필 편지, 봉투’는 1931년 12월 24일에 동경에 있는 이봉창 의사가 상해의 김구 선생에게 의거 자금을 요청한 것으로, 의거실행을 “물품이 팔린다.”라는 대체 용어로 약속하여 사용했음을 알 수 있다. ‘이봉창 의사 의거자금 송금증서’는 1931년 12월 28일에 김구 선생이 상해에서 동경에 있는 이봉창 의사에게 의거자금 100엔을 보낸 송금증서이다.
「이봉창 의사 친필 편지, 봉투 및 의거자금 송금증서」는 의거의 전개과정과 항일독립 의지를 드러내고 있으며, 이봉창 의사의 유물이 거의 남아 있지 않다는 점에서도 문화재적 가치가 높다.

## 같이 보기
- 이봉창

## 참고 자료
- 이봉창 의사 친필 편지, 봉투 및 의거자금 송금증서 - 국가유산청 국가유산포털